# Harrison (Montana)
Harrison – jednostka osadnicza w Stanach Zjednoczonych, w stanie Montana, w hrabstwie Madison.